# ألفرد فيشر (قاضي)
ألفرد فيشر (بالألمانية: Alfred Fischer)‏ هو قاضي ألماني، ولد في 14 ديسمبر 1919، وتوفي في 17 يونيو 2004.